# 라이톤린상
라이톤린상(Poiana leightoni)은 사향고양이과에 속하는 고양이를 닮은 포유류의 일종이다. 이전에는 아프리카린상의 아종, Poiana richardsonii leightoni로 간주했다.

## 특징
꼬리 길이 350~400mm를 제외한 몸길이가 300~380mm인 중간 크기 또는 작은 식육류로 몸무게는 최대 700g이다. 털은 아주 짧고 부드럽다. 아프리카린상의 불그스레한 갈색 또는 누르스름한 갈색과 다르지 않은 황갈색 노란색을 띤다. 등과 옆구리는 4~5줄의 가늘고 길며 거무스레한 반점들이 덮여 있다. 이 반점은 목의 줄무늬와 만나는 반면에 다리와 배쪽 근처에는 좀더 작은 반점이 나 있다. 목과 가슴, 배는 희다. 등쪽은 회색빛의 흰색을 띤다.

## 생태
부분적으로 나무 위에서 생활하는 반수상성 동물이다. 땅 위에서 2m 또는 그 이상 높이에 식물로 구형의 둥지를 만들어 여러 날을 지낸 다음 다른 장소로 이동하여 새로운 둥지를 만든다. 먹이는 곤충과 작은 새, 식물, 콜라나무속 열매이고 작은 설치류와 파충류를 먹기도 한다.

## 분포 및 서식지
리비아 동부와 코트디부아르 남서부 지역에 널리 분포한다. 기니 남서부 단층 지괴에서 목격된 작은 식육류를 라이톤린상으로 추정하고 있다. 시에라리온에서도 서식하는 것으로 추정하고 있다. 우림에서 서식한다.